# 토마 파나라
토마 파나라(프랑스어: Thomas Fanara, 1981년 4월 24일~)는 프랑스의 은퇴한 알파인 스키 선수이다. 올림픽에 3번 참가했으며, 세계 선수권 대회에 6번 참가하여 단체전 금메달 1개를 획득했다.